# César Vásquez Sánchez
César Henry Vásquez Sánchez (La Ramada, Cutervo, 27 de julio de 1975) es un médico cirujano y político peruano. Es el actual ministro de Salud, desde el 19 de junio del 2023, en el gobierno de Dina Boluarte. Anteriormente, fue congresista de la República por Cajamarca desde julio del 2016 hasta su disolución en septiembre del 2019.

## Biografía
Nació en el Distrito de La Ramada, ubicado en la provincia de Cutervo del Departamento de Cajamarca, el 27 de julio de 1975.
Cursó sus estudios primarios en su localidad natal y los secundarios en la ciudad de Chiclayo. Entre 1994 y 2001 cursó estudios superiores de medicina humana en la Universidad Nacional Pedro Ruiz Gallo de la ciudad de Chiclayo.

## Carrera política
Desde el año 2008 se inscribió en el partido Alianza para el Progreso y el año 2020 ocupó los cargos de gerente general y representante legal del mismo.
Como miembro del Movimiento Regional Fuerza Social Cajamarca, participó en las elecciones municipales del 2010 como candidato a la alcaldía de la provincia de Chota sin éxito. 
En el 2011, se presentó por primera vez como candidato al Congreso de la República, por Alianza por el Gran Cambio, siendo la cuota del partido de Acuña.  en las elecciones parlamentarias del 2011 por el Departamento de Cajamarca sin obtener la representación. 
En las elecciones regionales del 2014 como candidato a la vicepresidencia del Gobierno Regional de Cajamarca sin obtener tampoco la elección.

### Congresista
En las elecciones parlamentarias del 2016, postuló nuevamente al Congreso y resultó elegido para el periodo parlamentario 2016-2021.
En el parlamento fue presidente de la Comisión de Salud, secretario de la Comisión Ordinaria de Presupuesto, de Levantamiento de Inmunidad Parlamentaria y de Educación. También fue vocero de la bancada de Alianza para el Progreso.
El 30 de septiembre del 2019, su mandato en el parlamento se vio interrumpido cuando el entonces presidente Martín Vizcarra disolvió el congreso.
En las elecciones regionales del 2022, Vásquez participó como candidato al Gobierno Regional de Cajamarca por Alianza para el Progreso donde obtuvo 17.26% de los votos, llevando 4 consejeros regionales.

### Ministro de Salud
El 19 de junio de 2023, Vásquez fue nombrado como ministro de Salud por la presidenta Dina Boluarte en reemplazo de Rosa Gutiérrez. Durante su gestión, el Ministerio de Salud clasificó la transexualidad, el travestismo y las dudas relacionadas con la identidad de género como enfermedades mentales y las incluyó en el Plan Esencial de Aseguramiento en Salud en mayo de 2024.
En marzo de 2025, realizó visitas para inaugurar edificios en su ciudad natal Cajamarca, aparentemente con tintes proselitistas.

## Investigaciones penales
El 8 de enero de 2021, la fiscal de la Nación Zoraida Ávalos presentó ante el Congreso de la República una denuncia constitucional contra Vásquez Sánchez y contra Javier Velásquez Quesquén por el delito de tráfico de influencias agravado referido a hechos vinculados a la presunta organización criminal que dirigió el ex alcalde de Chiclayo David Cornejo.